# Georgia en los Juegos Olímpicos
Georgia en los Juegos Olímpicos está representada por el Comité Olímpico Nacional de Georgia, miembro del Comité Olímpico Internacional desde el año 1993. Antes de la disolución de la Unión Soviética en 1991, los deportistas georgianos compitieron de 1952 a 1988 bajo la bandera de la Unión Soviética y en 1992 como parte del Equipo Unificado.
Ha participado en 8 ediciones de los Juegos Olímpicos de Verano, su primera presencia tuvo lugar en Atlanta 1996. El país ha obtenido un total de 47 medallas en las ediciones de verano: 13 de oro, 15 de plata y 19 de bronce.
En los Juegos Olímpicos de Invierno ha participado en 8 ediciones, siendo Lillehammer 1994 su primera aparición en estos Juegos. El país no ha conseguido  ninguna medalla en las ediciones de invierno.

## Medalleros

### Por edición
| Evento              | Oro | Plata | Bronce | Total |
| ------------------- | --- | ----- | ------ | ----- |
| Atlanta 1996        | 0   | 0     | 2      | 2     |
| Sídney 2000         | 0   | 0     | 6      | 6     |
| Atenas 2004         | 2   | 2     | 0      | 4     |
| Pekín 2008          | 3   | 2     | 2      | 7     |
| Londres 2012        | 1   | 2     | 3      | 6     |
| Río de Janeiro 2016 | 2   | 1     | 4      | 7     |
| Tokio 2020          | 2   | 5     | 1      | 8     |
| París 2024          | 3   | 3     | 1      | 7     |
| TOTAL               | 13  | 15    | 19     | 47    |

| Evento              | Oro | Plata | Bronce | Total |
| ------------------- | --- | ----- | ------ | ----- |
| Lillehammer 1994    | 0   | 0     | 0      | 0     |
| Nagano 1998         | 0   | 0     | 0      | 0     |
| Salt Lake City 2002 | 0   | 0     | 0      | 0     |
| Turín 2006          | 0   | 0     | 0      | 0     |
| Vancouver 2010      | 0   | 0     | 0      | 0     |
| Sochi 2014          | 0   | 0     | 0      | 0     |
| Pyeongchang 2018    | 0   | 0     | 0      | 0     |
| Pekín 2022          | 0   | 0     | 0      | 0     |
| TOTAL               | 0   | 0     | 0      | 0     |

### Por deporte
Deportes de verano
| Evento       | Oro | Plata | Bronce | Total |
| ------------ | --- | ----- | ------ | ----- |
| Boxeo        | 0   | 0     | 2      | 2     |
| Halterofilia | 4   | 1     | 3      | 8     |
| Judo         | 5   | 7     | 3      | 15    |
| Lucha        | 4   | 7     | 10     | 21    |
| Tiro         | 0   | 0     | 1      | 1     |
| TOTAL        | 13  | 15    | 19     | 47    |